# Alessandro Caporale
Alessandro Caporale (Lecce, 28 ottobre 1995) è un calciatore italiano, difensore del Cosenza.

## Carriera

### Club

#### Virtus Francavilla
Cominciò la carriera in Serie D con Nardò.
Esordisce nel Virtus Francavilla il 29 settembre 2018, nella partita di Coppa Italia contro la Feralpisalò, terminata 2 a 0 a favore della squadra bresciana.

#### Lecco
Dopo aver trascorso 5 anni al Virtus Francavilla viene ceduto al Lecco. Chiude la stagione totalizzano 30 presenze con una rete, nella gara d'esordio contro il Catanzaro, riportando il risultato sul 2 pari.

#### Cosenza
Rimane un'altra stagione in Serie B, venendo trasferito al Cosenza.

## Statistiche

### Presenze e reti nei club
Statistiche aggiornate al 13 maggio 2025.
| Stagione                  | Squadra                   | Campionato                | Campionato | Campionato | Coppe nazionali | Coppe nazionali | Coppe nazionali | Coppe continentali | Coppe continentali | Coppe continentali | Altre coppe | Altre coppe | Altre coppe | Totale | Totale |
| Stagione                  | Squadra                   | Comp                      | Pres       | Reti       | Comp            | Pres            | Reti            | Comp               | Pres               | Reti               | Comp        | Pres        | Reti        | Pres   | Reti   |
| ------------------------- | ------------------------- | ------------------------- | ---------- | ---------- | --------------- | --------------- | --------------- | ------------------ | ------------------ | ------------------ | ----------- | ----------- | ----------- | ------ | ------ |
| 2014-2015                 | Nardò                     | Ecc.                      | 23+1       | 4          | CI-Dil.         | 5               | 0               | -                  | -                  | -                  | -           | -           | -           | 29     | 4      |
| 2015-2016                 | Nardò                     | D                         | 19         | 0          | CI-D            | 0               | 0               | -                  | -                  | -                  | -           | -           | -           | 19     | 0      |
| 2016-2017                 | Nardò                     | D                         | 9          | 0          | CI-D            | 1               | 0               | -                  | -                  | -                  | -           | -           | -           | 10     | 0      |
| 2017-2018                 | Nardò                     | D                         | 32         | 4          | CI-D            | 4               | 2               | -                  | -                  | -                  | -           | -           | -           | 36     | 6      |
| Totale Nardò              | Totale Nardò              | Totale Nardò              | 83+1       | 8          |                 | 10              | 2               |                    | -                  | -                  |             | -           | -           | 94     | 10     |
| 2018-2019                 | Virtus Francavilla        | C                         | 29+2       | 1          | CI+CI-C         | 1+1             | 0+1             | -                  | -                  | -                  | -           | -           | -           | 33     | 2      |
| 2019-2020                 | Virtus Francavilla        | C                         | 29+1       | 1          | CI+CI-C         | 2+1             | 0               | -                  | -                  | -                  | -           | -           | -           | 33     | 1      |
| 2020-2021                 | Virtus Francavilla        | C                         | 33         | 0          | CI              | 1               | 0               | -                  | -                  | -                  | -           | -           | -           | 34     | 0      |
| 2021-2022                 | Virtus Francavilla        | C                         | 30+2       | 3          | CI-C            | 1               | 0               | -                  | -                  | -                  | -           | -           | -           | 33     | 3      |
| 2022-2023                 | Virtus Francavilla        | C                         | 37         | 0          | CI-C            | 1               | 0               | -                  | -                  | -                  | -           | -           | -           | 38     | 0      |
| Totale Virtus Francavilla | Totale Virtus Francavilla | Totale Virtus Francavilla | 158+5      | 5          |                 | 8               | 1               |                    | -                  | -                  |             | -           | -           | 171    | 6      |
| 2023-2024                 | Lecco                     | B                         | 30         | 1          | -               | -               | -               | -                  | -                  | -                  | -           | -           | -           | 30     | 1      |
| 2024-2025                 | Cosenza                   | B                         | 27         | 0          | CI              | 1               | 0               | -                  | -                  | -                  | -           | -           | -           | 28     | 0      |
| Totale carriera           | Totale carriera           | Totale carriera           | 298+6      | 14         |                 | 19              | 3               |                    | -                  | -                  |             | -           | -           | 323    | 17     |